# Manuel Rodrigues Coelho
Pour les articles homonymes, voir Coelho, Rodrigues (homonymie) et Manuel Rodrigues.
Manuel Rodrigues Coelho (vers 1555 - vers 1635) est un compositeur, organiste et claveciniste portugais. Formé à la cathédrale d'Elvas, il travaille ensuite à la cathédrale de Badajoz puis à celle de Lisbonne à partir de 1603. Il est également nommé à la chapelle royale en 1633.
Son œuvre complète, intitulée Flores de Música para instrumento de tecla e harpa est éditée en 1620. Elle comprend 2 parties :
- Livro de tentos : 24  tentos, soit 3 dans chacun des 8 modes ecclésiastiques, et 4 "Susannas grosadas" ;
- Composições sobre temas litúrgicos : 
  - 4 Pange lingua,
  - 9 Ave maris stella,
  - 23 Magnificat dans les 8 modes,
  - 34 psaumes dans les 8 modes,
  - 35 Kyrie

Note : « tento » est la forme portugaise de « tiento »
L'œuvre de Coelho est marquée plus par la brillance de la figuration ornementale que par le développement thématique ; elle se caractérise aussi par l'irrégularité, très hispanique, des rythmes, l'emploi des quintes ou quartes diminuées ou augmentées, une structure agréable.